# Droga wojewódzka nr 457
Droga wojewódzka nr 457 (DW457) – droga wojewódzka o długości 31 km, leżąca na obszarze województwa opolskiego. Trasa ta łączy Pisarzowice z Dobrzeniem Wielkim. Droga leży na terenie  powiatu brzeskiego i opolskiego.

## Miejscowości leżące przy trasie DW457
- Pisarzowice
- Kościerzyce
- Nowe Kolnie
- Stobrawa
- Stare Kolnie
- Popielów
- Stare Siołkowice
- Chróścice
- Dobrzeń Wielki